# Rózsák tere (Budapest)
A Rózsák tere Budapest VII. kerületében, Erzsébetvárosban, a Rottenbiller utca közelében, a Dohány utca és a Rákóczi út közötti területen található.

## Története
A 18. századtól rendszeresen állatpiacot tartottak a mai Rózsák tere helyén, amelynek német neve Viehmarkt volt. A kerület kiépülése idején, 1873-ban ennek magyarításával lett Baromvásár tér, majd 1878-ban a Szegényház tér nevet kapta a szélén két évtizeddel korábban felépült, hasonló nevű és funkciójú intézményről. Az 1870-es években parcellázták ki a térre néző többi kertet, s a parcellákat szociális és egyházi célokra adományozták. A tér északi és nyugati során ezt követően épült fel az első erzsébetvárosi plébániatemplom (ma görögkatolikus templom), az óvónőképző intézet és az árvaház. 1901-re épült fel a tér központi részén a Rózsák tere arculatát ma is meghatározó Árpád-házi Szent Erzsébet-plébániatemplom. A tér mai elnevezését csak Árpád-házi Szent Erzsébet halálának 700. évfordulóján, 1932-ben kapta meg (Szent Erzsébet attribútumai a rózsák).

## Jeles épületei
- Árpád-házi Szent Erzsébet-plébániatemplom (Steindl Imre, neogótikus, 1901).
- Rózsák tere 1. sz. Volt Protestáns Országos Árvaház, ma a Magyarországi Evangélikus Egyház Budapesti Kollégiuma (Kolbenheyer Ferenc, 1878).
- Rózsák tere 2. sz. Volt szegényház, ma Erzsébet kórház (Hild József, klasszicista, 1856). Az eredetileg egyetlen szárnyból álló épületet 1877-ben és 1882-ben Czigler Győző tervei alapján oldalszárnyakkal bővítették.
- Rózsák tere 6–7. sz. Volt Óvónőképző Intézet, ma egy kisebb részében a Gróf Brunszvik Teréz Óvoda, nagyobb részében pedig a Nikola Tesla Szerb Tanítási Nyelvű Óvoda, Általános Iskola, Gimnázium és Kollégium működik (Ybl Miklós és Pucher József, neoreneszánsz, 1875). 1887-ben újabb szárnnyal bővült az épület.
- Rózsák tere 8. sz. Árpád-házi Szent Erzsébet-plébánia (Czigler Győző, eklektikus, 1881).
- Rózsák tere 9–10. sz. Volt római katolikus, ma görögkatolikus templom és plébánia (Czigler Győző, eklektikus, 1881). Eredetileg Erzsébetváros plébániatemplomának épült, de miután a tér közepén a nagy templom felépült, 1905-ben átadták a görögkatolikus egyháznak, ezzel megnyílt a főváros első görögkatolikus temploma, Roskovics Ignác ikonosztázával.

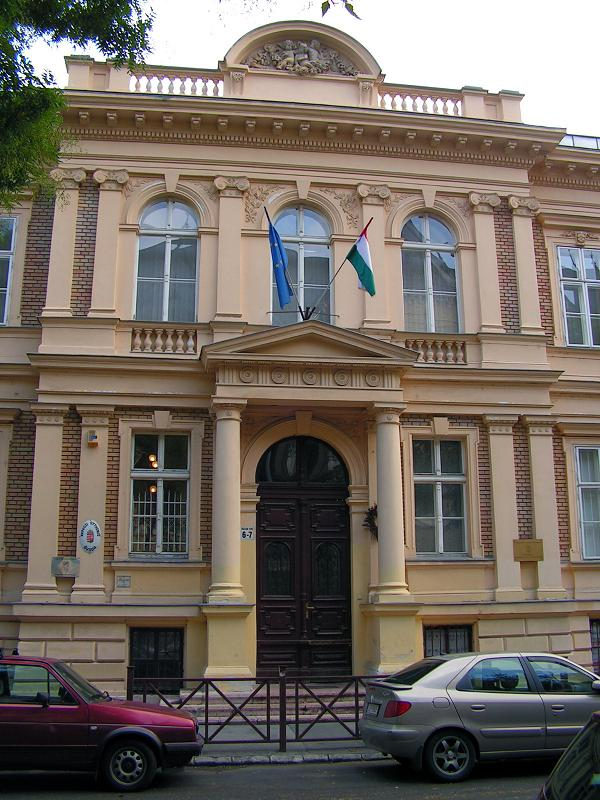
A volt Óvónőképző Intézet homlokzatának részlete
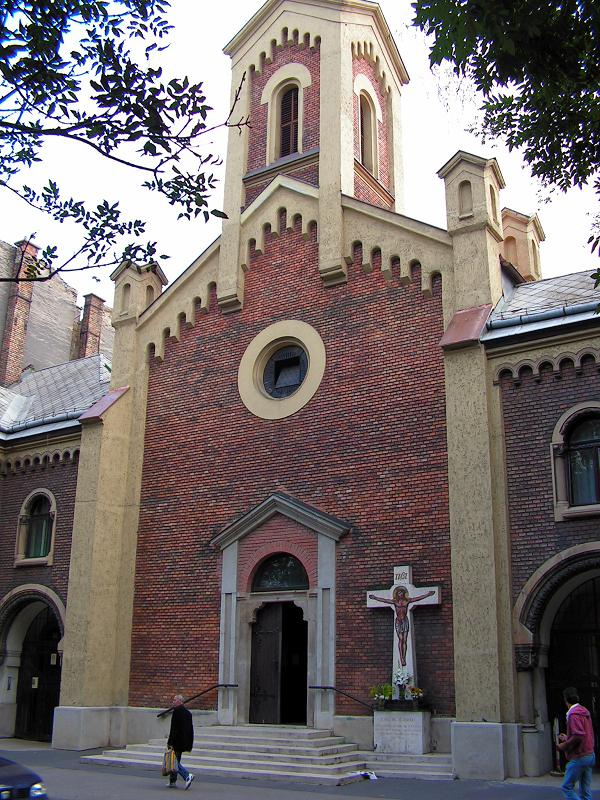
A görögkatolikus templom
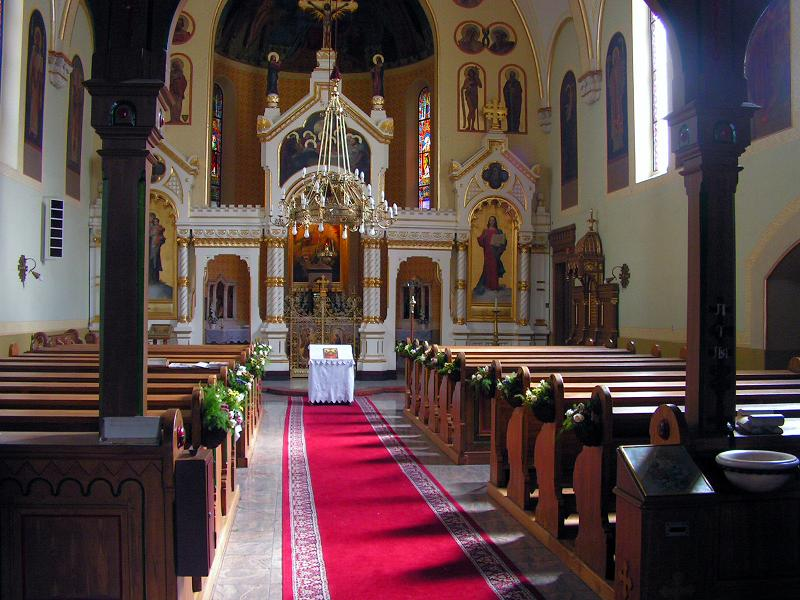
A görögkatolikus templom belső tere
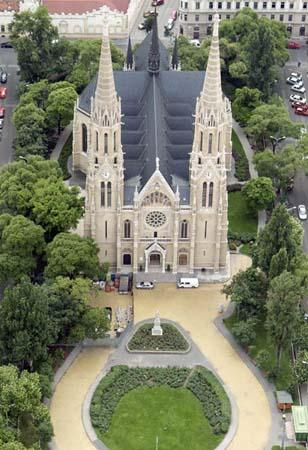
Az Árpád-házi Szent Erzsébet-plébániatemplom madártávlatból
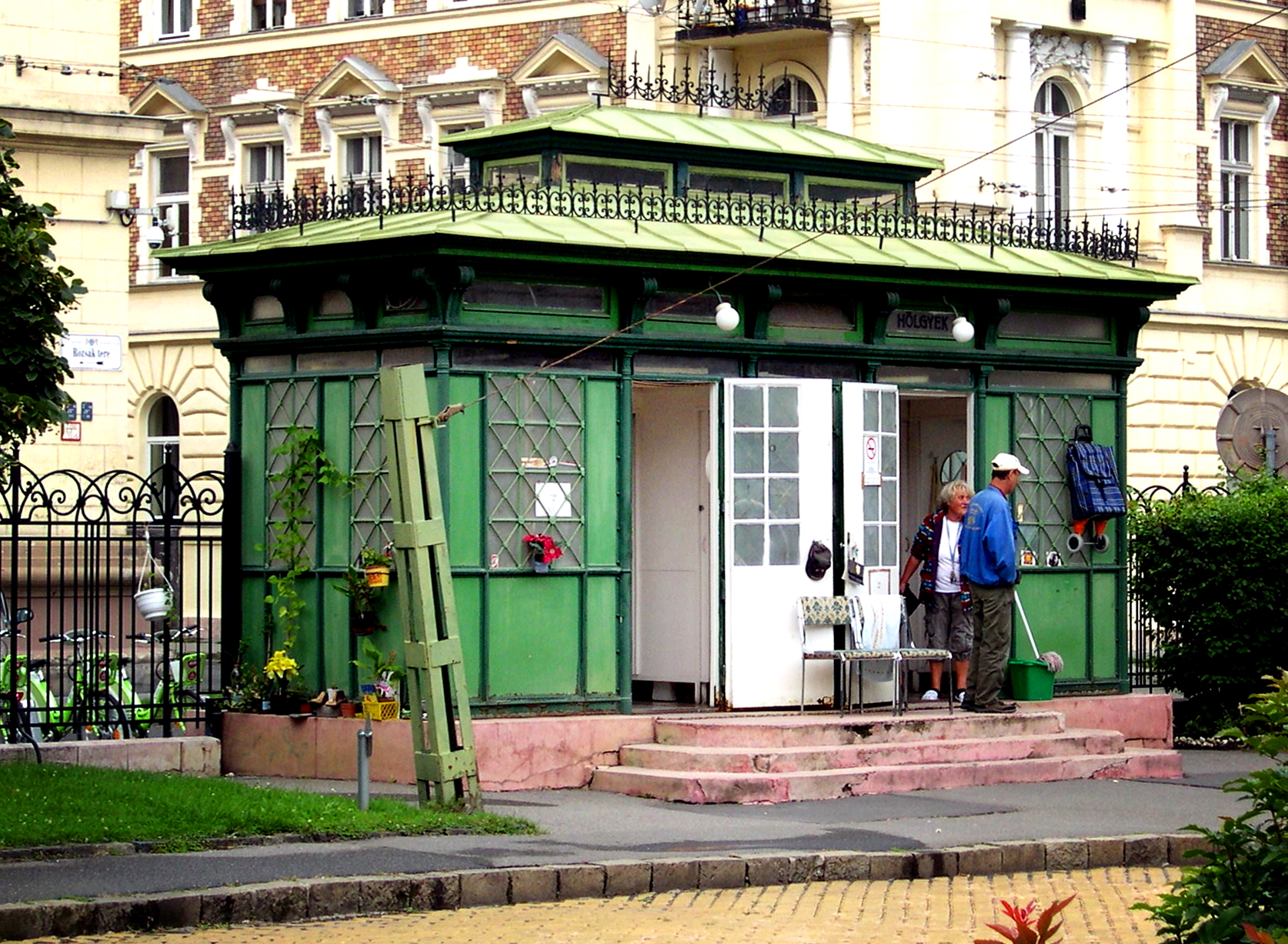
Az úgynevezett „Zöld villamos”
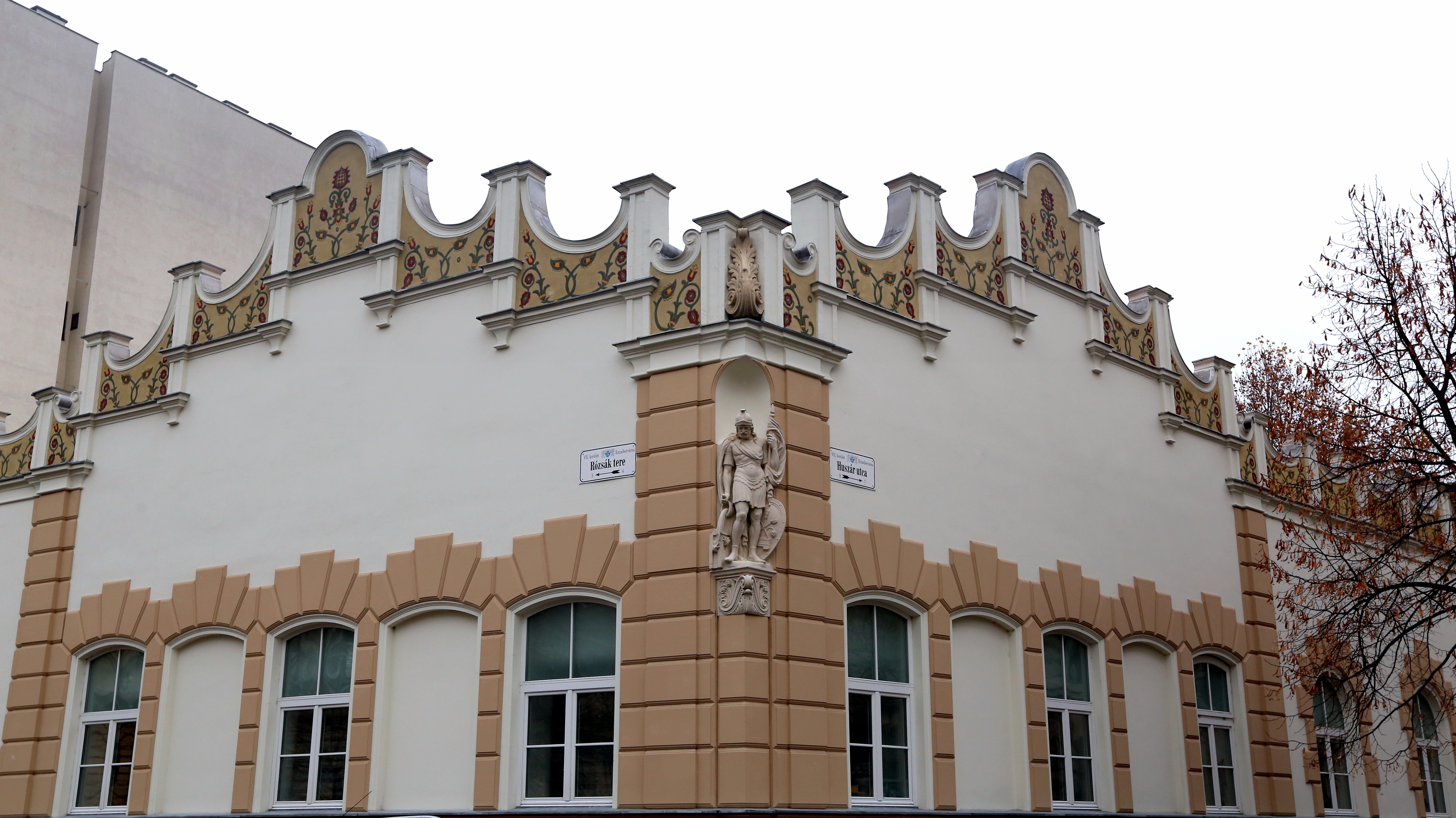
Gyémánt Út Buddhista Közösség budapesti meditációs központja